# Arn: Riket vid vägens slut
Arn: Riket vid vägens slut (en inglés: "Arn: The Kingdom at the End of the Road"), es una película estrenada el 22 de agosto de 2008 dirigida por Peter Flinth. Basada en el personaje literario de Arn Magnusson de las novelas del escritor sueco Jan Guillou.
La película es la segunda entrega de la trilogía de Arn y fue narrada por el actor Sven-Bertil Taube.
La película es la secuela de Arn: Tempelriddaren estrenada en el 2007, mientras que el 28 de marzo del 2010 se estrenó la miniserie Arn.

## Sinopsis
El caballero Arn Magnusson es enviado a una última misión contra Saladino, Arn debe de ganar la batalla antes de que pueda volver a casa en Suecia y finalmente casarse con Cecilia y formar una familia. Sin embargo una vez en casa, la paz se ve amenazada por los daneses.

## Personajes

### Personajes principales
| Actor                      | Personaje                      | Notas                    |
| -------------------------- | ------------------------------ | ------------------------ |
| Joakim Nätterqvist         | Arn Magnusson                  | Caballero Templario      |
| Sofia Helin                | Cecilia Algotsdotter           | -                        |
| Morgan Alling              | Eskil Magnusson                | -                        |
| Stellan Skarsgård          | Birger Brosa                   | -                        |
| Gustaf Skarsgård           | Rey Knut I de Suecia           | -                        |
| Joel Kinnaman              | Sverker II Karlsson de Suecia  | -                        |
| Fanny Risberg              | Reina Cecilia Blanka de Suecia | -                        |
| Martin Wallström           | Magnus Månsköld                | -                        |
| Jakob Cedergren            | Ebbe Sunesson                  | -                        |
| Nicholas Boulton           | Gérard de Ridefort             | Gran Maestre de la Orden |
| Anders Baasmo Christiansen | Harald Øysteinsson             | -                        |
| Milind Soman               | Saladin                        | -                        |
| Bill Skarsgård             | Erik X Knutsson de Suecia      | -                        |
| Valter Skarsgård           | Jon Knutsson                   | -                        |
| Nijas Ørnbak-Fjeldmose     | Sune Folkesson                 | -                        |
| Frank Sieckel              | Sigfried De Turenne            | -                        |
| Göran Ragnerstam           | Obispo Erland                  | -                        |
| Bibi Andersson             | Madre Rikissa                  | -                        |

### Personajes secundarios
| Actor                | Personaje          | Notas                |
| -------------------- | ------------------ | -------------------- |
| Josef Cahoon         | Sigge Folkesson    | -                    |
| Driss Roukhe         | Fakhr              | -                    |
| Zakaria Atifi        | Ibrahim            | -                    |
| Elise Pärnänen       | Alde               | -                    |
| Barnaby Kay          | Caballero          | -                    |
| Robert Willox        | Maestro de Armas   | -                    |
| Anton Näslund        | Lill Knut          | -                    |
| Annika Hallin        | Hermana Leonore    | -                    |
| Mohamed Tsouli       | Anciano del Pueblo | -                    |
| Linus Hanson Högberg | -                  | (voz)                |
| Svante Hildesson     | -                  | Guardia Real         |
| Laban Eliasson       | Caballero          | Guardia              |
| Callum Mitchell      | -                  | Vikingo              |
| Chems-Eddine Zinoune | -                  | Sirviente de Saladin |

## Premios y nominaciones
| Año  | Categoría                     | Premio         | Nominado     | Resultado |
| ---- | ----------------------------- | -------------- | ------------ | --------- |
| 2009 | -                             | Audience Award | Peter Flinth | Ganó      |
| 2009 | Best Action in a Foreign Film | Taurus Award   | Kimmo Rajala | Nominado  |

## Producción
La película fue dirigida por Peter Flinth, escrita por Hans Gunnarsson basado en la novela del escritor sueco Jan Guillou.
Producida por Waldemar Bergendahl, Alistair MacLean-Clark, Leif Mohlin (en Suecia), Maritha Norstedt (en Escocia) y por Jan Marnell (en Marruecos). En coproducción con Mark Foligno, Karoline Leth, Nina Lyng y Steve Milne, junto al productor consultante Richard Georg Engström, el productor de supervisión Hans Lönnerheden (de Marruecos) y el productor de línea Laura Julian.
La música estuvo a cargo de Tuomas Kantelinen, la música de cierre fue realizada por Marie Fredriksson, la cantante principal del gripo "Roxette".
Mientras que la cinematografía estuvo en manos de Eric Kress y la edición fue hecha por Søren B. Ebbe y Morten Højbjerg.
Estrenada el 22 de agosto del 2008 con una duración de 2 horas con 8 minutos. La película es la secuela de la película Arn: Tempelriddaren, sin embargo ambas películas se combinaron para el lanzamiento inglés en DVD en el 2010.
La película fue filmada en Dunfermline, Fife; en Glasgow, Strathclyde; en Lothian y en Edinburgh, Escocia, Reino Unido. También se filmó en Erfoud, Marruecos y en Lidköping y Trollhättan, Provincia de Västra Götaland, Suecia.
Contó con las compañías productoras "AMC Pictures" y "Svensk Filmindustri (SF)", en coproducción con "Arion Communications Ltd.", "Dagsljus Filmequipment", "Danmarks Radio (DR)", "Europa Film Sound Production", "Film Väst", "Juonifilmi", "Molinare", "Studio", "SF Norge A/S", "Sheba Films", "TV4 Sweden", "Telepool", "Tju-Bang Film" y "Yleisradio (YLE)". Otras compañías que participaron en la película fueron "Filmgate" (en los efectos visuales), "Panorama film & teatereffekter", "Det Danske Filminstitut", "Nordisk Film- & TV-Fond" y "Svenska Filminstitutet (SFI)", las últimas cuatro en fondos.
La película fue distribuida por "Svensk Filmindustri (SF)" en el 2008 en los cines de Suecia y por "SF Home Entertainment" en DVD y Blue-ray, ese mismo año fue distribuida por "Cinemax" a través de todos los medios en Rusia y por "FS Film Oy" en Finlandia.

### Emisión en otros países
| País      | Título                          | Fecha de Estreno           |
| --------- | ------------------------------- | -------------------------- |
| Dinamarca | Arn - Riget ved vejens ende     | 19 de septiembre de 2008   |
| Finlandia | Arn - Pohjoinen valtakunta      | 22 de agosto de 2008       |
| Islandia  | -                               | 13 de agosto de 2009 (DVD) |
| Noruega   | Arn - Riket ved veiens ende     | 22 de agosto de 2008       |
| Polonia   | Arn: Królestwo na koncu drogi   | -                          |
| Portugal  | O Cavaleiro Templário           | -                          |
| Rusia     | Арн: Объединённое королевство   | -                          |
| Serbia    | Arn - Kraljevstvo na kraju puta | -                          |